# Thurø Sognekommune
Thurø Sognekommune var en sognekommune, der blev oprettet i 1842 i forbindelse med oprettelsen af det almindelige landkommunalvæsen. Ved kommunalreformen i 1970 blev kommunen lagt sammen med en række andre sognekommuner og Svendborg Købstad til den nye Svendborg Kommune.
Kommunen bestod af Thurø Sogn med Thurø Kirke.

## Valgresultater efter år
| 2 | 4 | 1 |

| 7 |

| 2 | 2 | 1 | 2 |

| 7 |

| 1 | 2 | 1 | 3 |

| 6 | 1 |